# Philippe Bergeroo
Philippe Bergeroo (ur. 13 stycznia 1954 w Ciboure) – francuski piłkarz grający na pozycji bramkarza.

## Kariera klubowa
Bergeroo urodził się w Kraju Basków. Karierę piłkarską rozpoczął w amatorskim klubie Saint-Jean-de-Luz. W 1971 został bramkarzem Girondins Bordeaux, grającego w pierwszej lidze Francji i w sezonie 1971/1972 zadebiutował w niej, jednak przez pierwsze trzy sezony był tylko rezerwowym. W sezonie 1974/1975 zaczął grać w pierwszym składzie Bordeaux. Od 1975 stał się czołowym zawodnikiem zespołu i jedną z jego gwiazd obok Alaina Giresse'a i Jeana Gallice'a. Do końca sezonu 1977/1978 rozegrał dla Bordeaux 133 ligowe spotkania.
Latem 1978 Bergeroo przeszedł do innego pierwszoligowca, Lille OSC. Tam także stał się pierwszym bramkarzem i w 1979 zajął z Lille 6. miejsce w lidze, a obok Pierre’a Pleimeldinga, Žarka Olarevicia i Roberta Cabrala stał się jedną z gwiazd drużyny. W Lille spędził łącznie 5 sezonów, jednak nie osiągnął większych sukcesów. Łącznie w tym okresie wystąpił w lidze 180 razy.
Od 1983 Bergeroo ponownie grał w nowym klubie, tym razem w Toulouse FC, m.in. z reprezentantami kraju: Christianem Lopezem, Guyem Lacombe’em, Gérardem Solerem czy Jeanem-François Domergue’em. W drużynie z Tuluzy grał do końca sezonu 1987/1988 i rozegrał dla niej 172 mecze. Karierę zakończył w wieku 34 lat.
| Sezon     | Klub               | Kraj    | Rozgrywki | Mecze | Bramki |
| --------- | ------------------ | ------- | --------- | ----- | ------ |
| 1971/1972 | Girondins Bordeaux | Francja | Ligue 1   | 3     | 0      |
| 1972/1973 | Girondins Bordeaux | Francja | Ligue 1   | 2     | 0      |
| 1973/1974 | Girondins Bordeaux | Francja | Ligue 1   | 5     | 0      |
| 1974/1975 | Girondins Bordeaux | Francja | Ligue 1   | 13    | 0      |
| 1975/1976 | Girondins Bordeaux | Francja | Ligue 1   | 34    | 0      |
| 1976/1977 | Girondins Bordeaux | Francja | Ligue 1   | 38    | 0      |
| 1977/1978 | Girondins Bordeaux | Francja | Ligue 1   | 38    | 0      |
| 1978/1979 | Lille OSC          | Francja | Ligue 1   | 30    | 0      |
| 1979/1980 | Lille OSC          | Francja | Ligue 1   | 38    | 0      |
| 1980/1981 | Lille OSC          | Francja | Ligue 1   | 38    | 0      |
| 1981/1982 | Lille OSC          | Francja | Ligue 1   | 38    | 0      |
| 1982/1983 | Lille OSC          | Francja | Ligue 1   | 36    | 0      |
| 1983/1984 | Toulouse FC        | Francja | Ligue 1   | 38    | 0      |
| 1984/1985 | Toulouse FC        | Francja | Ligue 1   | 35    | 0      |
| 1985/1986 | Toulouse FC        | Francja | Ligue 1   | 38    | 0      |
| 1986/1987 | Toulouse FC        | Francja | Ligue 1   | 32    | 0      |
| 1987/1988 | Toulouse FC        | Francja | Ligue 1   | 29    | 0      |

## Kariera reprezentacyjna
W reprezentacji Francji Bergeroo zadebiutował 10 października 1979 w wygranym 3:0 towarzyskim spotkaniu ze Stanami Zjednoczonymi. W 1984 został powołany przez Michela Hidalgo do kadry na Euro 84. Tam był rezerwowym bramkarzem dla Joëla Batsa i nie rozegrał żadnego spotkania, a Francja wywalczyła mistrzostwo Europy. Z kolei w 1986 jako dubler Batsa zdobył brązowy medal na mistrzostwach świata w Meksyku. Łącznie w kadrze „Tricolores” rozegrał 3 spotkania.

## Kariera trenerska
Po zakończeniu kariery piłkarskiej Bergeroo został trenerem. Najpierw pracował z młodzieżą w INSEP, czyli Institut National du Sport et de l'Education Physique, a w 1990 został trenerem bramkarzy reprezentacji Francji. Pracował z trzema selekcjonerami: Michelem Platinim, Gérardem Houllierem i Aimé Jacquetem. W 1998 został asystentem Ricarda Gomesa, a potem Alaina Giresse'a w Paris Saint-Germain, a w 1999 sam objął stanowisko pierwszego trenera i pracował na nim do 2001. W 2002 trenował piłkarzy Stade Rennais FC, a w latach 2003–2004 był selekcjonerem kadry U-17. Od 11 września 2013 selekcjoner piłkarskiej reprezentacji Francji kobiet.